# 6094 Hisako
6094 Hisako (1990 VQ1) là một tiểu hành tinh vành đai chính được phát hiện ngày 10 tháng 11 năm 1990 bởi T. Hioki và S. Hayakawa ở Okutama.